# Iglesia de San Bartolomé (Villanueva de Alcolea)

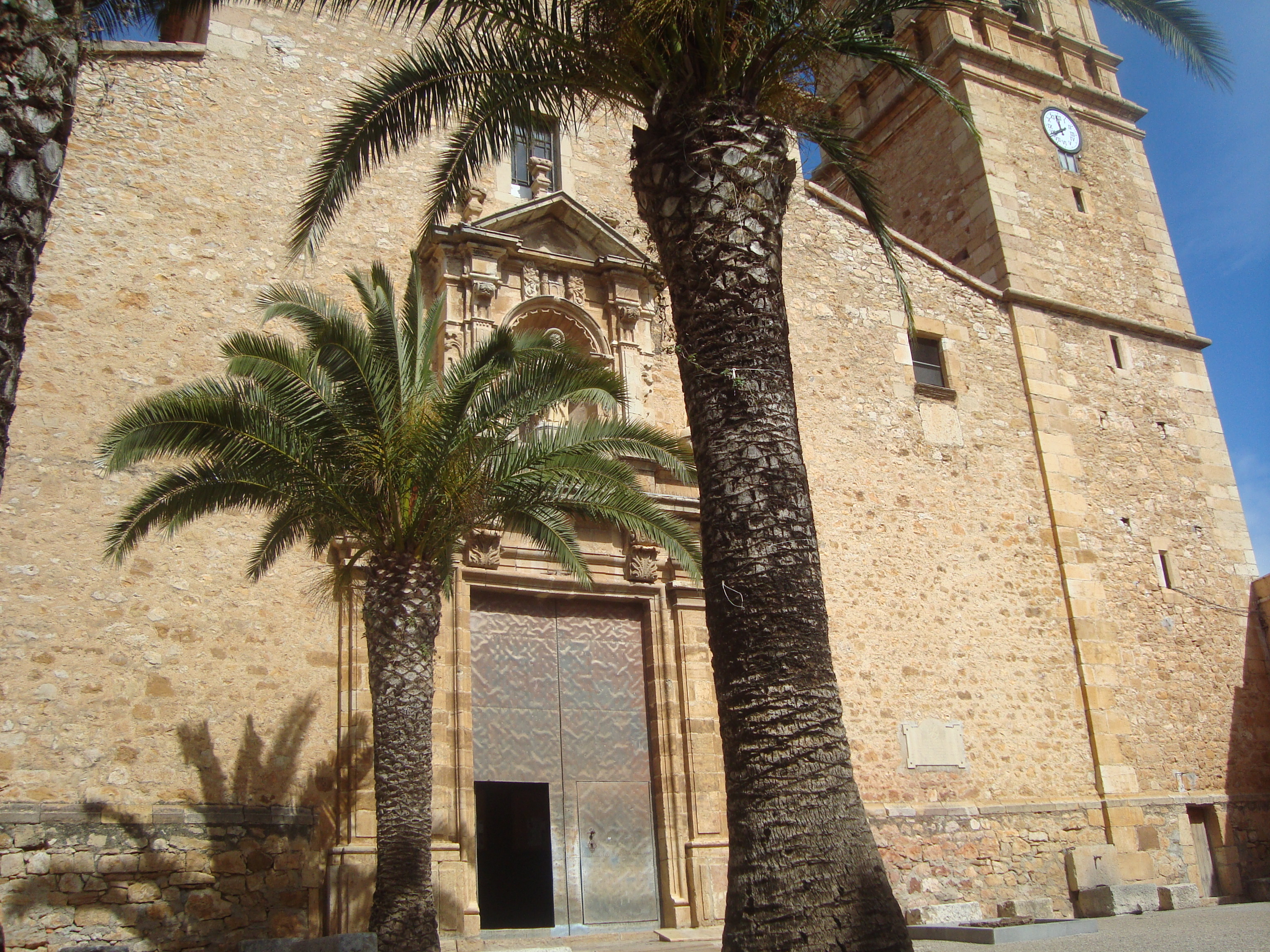
Iglesia parroquial

La iglesia parroquial de San Bartolomé, es un templo católico, situado en la calle Església de Villanueva de Alcolea, en la comarca de la Plana Alta. Se encuentra catalogada como Monumento de interés local según la Disposición Adicional Quinta de la Ley 5/2007, de 9 de febrero, de la Generalitat, de modificación de la Ley 4/1998, de 11 de junio, del Patrimonio Cultural Valenciano (DOCV Núm. 5.449 / 13/02/2007) con código 12.05.132-002 de la Generalidad Valenciana.

## Historia y descripción
La iglesia se construyó sobre una zona escalonada que es conocida como “Planet” y que antiguamente constituía un cementerio. La entrada está flanqueada por dos palmeras y el interior del templo presenta una gran singularidad.
El interior de la iglesia data del año 1707 y presenta un retablo barroco en el altar mayor, obra de los hermanos Capuz. La fachada es posterior, fijándose su construcción alrededor de 1740, de estilo clasicista. Tras su construcción sufrió alguna reforma en su interior a lo largo del siglo XVIII. La portada presenta pórtico con balaustrada, en la que en el centro, aparece la escultura del apóstol San Bartolomé, patrón del pueblo y advocación del templo.
El templo se complementa con una torre campanario, de una altura de 36 metros, de piedra tallada, sobre todo en la parte superior de la torre, la cual se remata con una forja de hierro en forma de cruz y una veleta, también de hierro.
El campanario alberga cuatro campanas:
- Llamada Sant Bartomeu, obra de Francisco Guillem, data de 1820, es la que toca las horas, tiene un diámetro de 105 centímetros, 80 centímetros de altura y 680 kilos de peso. Presenta una inscripción: “H S. Bartolomé ora pronobis. Año 1820 M”.
- Llamada Santíssim Sacrament, obra de los Hermanos Roses de Valencia, con un diámetro de 110 centímetros, data de 1924.
- Llamada Sants Antoni, Abdó i Senén, obra de los Hermanos Portilla de Gajano, datada de 1997 y con un diámetro de 79 centímetros y 250 kilos de peso.
- Llamada Crist del Calvari, obra también de los hermanos Portillo, datada de 1997 y con un diámetro de 88 centímetros, con un peso de 460 kilos, y la inscripción: “Bisbe Don Juan Antonio Reig Pla i Víctor Saura Maymó com alcalde”.

Sobre las campanas está el mecanismo que mantiene en funcionamiento el reloj de cuerda que data de 1892, pese a estar actualmente fuera de servicio y funcionar como reloj del campanario uno moderno que funciona vía satélite.